# Juane
El juane és un dels plats principals de la cuina de la selva peruana i es consumeix molt el 24 de juny, festivitat de Sant Joan Baptista (Sant Joan), d'aquí el nom. Se sap que després de l'arribada del poble espanyol a les terres inques, els missioners van popularitzar el relat bíblic de la decapitació de Sant Joan. El nom d'aquest plat podria, doncs, ser, més concretament, una referència al cap de Sant Joan.
La juane hauria estat un aliment fet habitualment per als viatgers, puix que es podien emmagatzemar durant llargs períodes sense fer-se malbé.

## Preparació bàsica

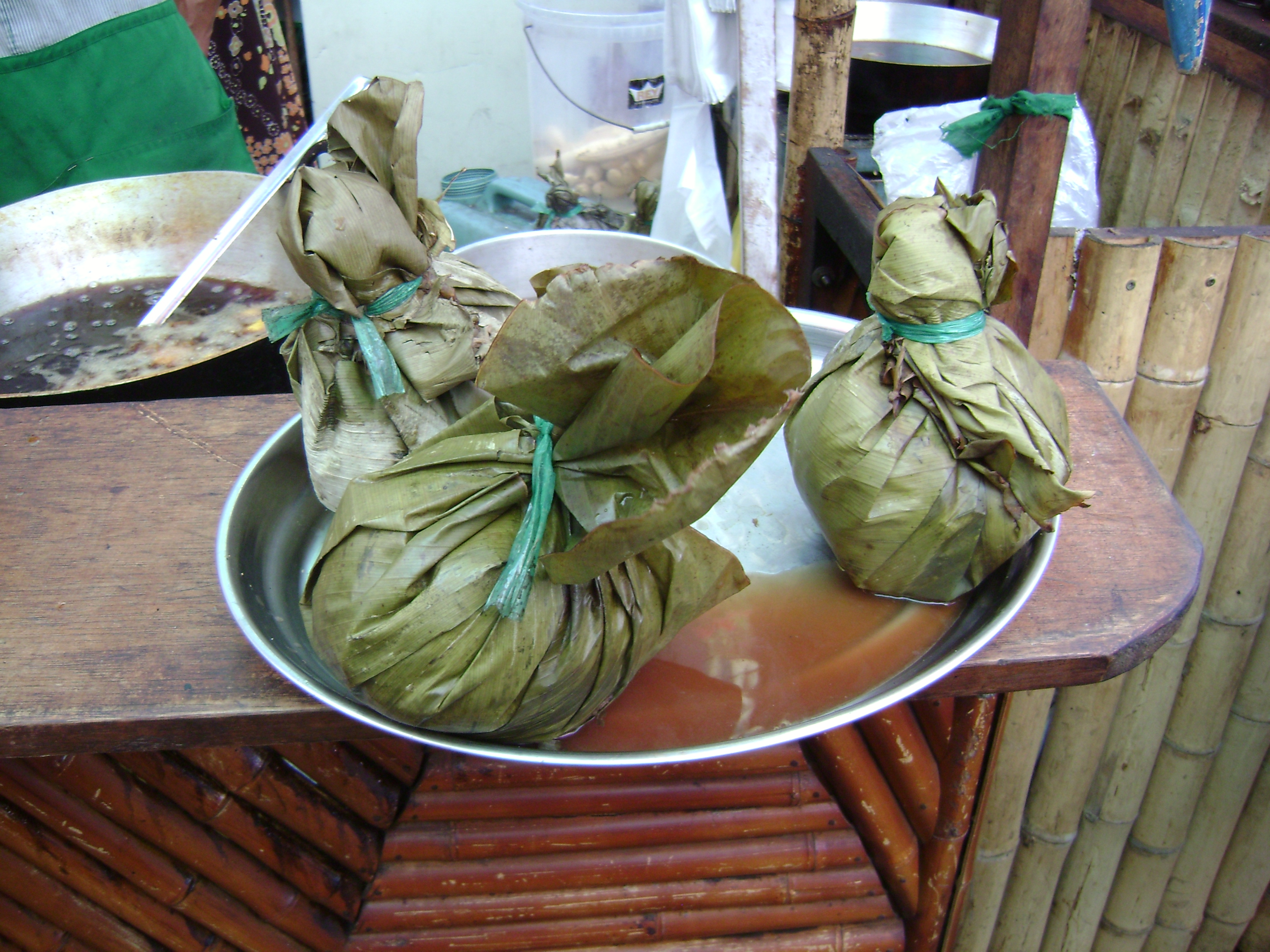
Juana de pollastre embolicat

El juane es fa generalment a base d'arròs, carn, olives, ou dur, espècies entre d'altres, que s'embolica amb fulles de bijao (flor de guacamayo o heliconia) i després es posa a bullir durant una hora i mitja aproximadament. L'arròs es pot substituir per mandioca, chonta, la barreja d'arròs i mandioca, fesols, entre altres productes. Abans d'embolicar-se amb les fulles, la preparació es banya amb una barreja d'ous batuts per a aconseguir el "pickup" (ligue en castellà) dels aliments i no desferè-se. El plat va acompanyat dels costums de cada regió del bosc, hi ha qui acostuma a acompanyar el tacacho, la mandioca o simplement els plàtans bullits.

## Tipus
- Juane original o tradicional : és fet a base d'arròs, farcit amb gallina i altres components, aparentment és originari de la Ceja de Selva.
- Juane especial
- Juane de Chonta : com a reemplaçament de l'arròs porta blat de moro torrat i chonta (mena de palmera) picats amb un tros de peix salat al seu centre.
- Juane de mandioca : aquest tipus de juane és mandioca picada en lloc d'arròs i farcida de peix, especialment de paiche (arapaima).
- Avispa Juane : s'afegeix a l'arròs carn de porc picada i, d'aquesta manera, es prepara la pasta, omplint-la amb trossos de pollastre fregit.
- Nina Juane : És una juane amb trossos de pollastre amb ou batut en comptes d'arròs.
- Sara juane : en lloc d'arròs, s'empra una barreja de cacauet cru mòlt, blat de moro picat i brou de pollastre.